# 黒羽根利規
黒羽根 利規（くろばね としき、1987年6月2日 - ）は、神奈川県横浜市港南区出身の元プロ野球選手（捕手）およびコーチ。右投右打。所属事務所はライツ。

## 経歴

### プロ入り前
幼少期は上大岡ハンターズ軟式少年野球部に所属。横浜市立上大岡小学校卒業。
日本大学藤沢高等学校時代には捕手として活躍した一方で、高校通算本塁打は1本に終わるなど、打撃は非力であった。しかし、2005年のNPB高校生ドラフト会議で、地元球団の横浜ベイスターズに3巡目で指名。契約金3,000万円、年俸460万円（金額は推定）という条件で入団した。入団当初の背番号は59。

### 横浜・DeNA時代
2006年、ルーキーイヤーは二軍で26試合に出場し、打率.171に終わる。一軍出場はなかった。
2007年、二軍で48試合に出場。打率.224と前年よりも打撃は改善された。2年連続で一軍出場はなかった。
2008年、5月25日のオリックス・バファローズ戦で、6回裏にマイク・ウッドの代打としてプロ初出場を果たした。この年は二軍で活躍し、フレッシュオールスターゲームにも選出された。
2009年、一軍で10試合に出場。スタメンマスクも経験しプロ初安打も記録した。
2010年、一軍で17試合に出場。8月21日の広島東洋カープ戦においてプロ初打点を記録。この打点が決勝点となり、プロ入り初のヒーローインタビューも経験した。
2011年、開幕は二軍で迎えたが、8月11日に一軍登録され、細山田武史との併用でスタメンマスクを多く経験。最下位に沈むチーム状況の中、45試合に出場し、9月17日の東京ヤクルトスワローズ戦ではプロ初本塁打も記録した。
2012年、一軍開幕戦で自身初のスタメンマスクをかぶるなど、序盤はスタメンの機会が多かった。しかし、6月頃からはベテラン捕手の鶴岡一成に正捕手の座を奪われた。さらに、捕手の髙城俊人が高卒ルーキーながら一軍に定着した8月以降は、おおむね二軍でのプレーを余儀なくされ、最終的には61試合の出場にとどまった。
2013年、開幕を二軍で迎えたが、高城と入れ替わる格好でシーズン後半に一軍へ昇格。鶴岡との併用でスタメンマスクを任される機会が増え30試合に出場、打撃でも打率.267、2本塁打を記録するなど、改善の兆しが見られた。11月20日に背番号を9へ変更した。
2014年、2年ぶりに開幕戦でスタメンマスクをかぶった。鶴岡一成が人的補償で移籍したこともあり正捕手となった。打率はを3割を超えるなど好調を保っていたが4月11日の対東京ヤクルトスワローズ戦の9回裏に死球を受け、途中交代。右手親指末節骨の骨折と判明し、翌12日に一軍登録を抹消された。骨折から復帰後は一時調子を落としたものの、その後はほぼシーズンを通してレギュラーを確保し、自己最多の109試合に出場、最終的な成績は.264、2本塁打、24打点という成績だった。守備面ではリーグ1位となる盗塁阻止率.395を記録した。
2015年、打撃不振に陥り、高城や2年目の嶺井博希にスタメンマスクを譲る機会が多くなり、63試合の出場にとどまった。
2016年、公式戦の開幕を一軍で迎えたが、一軍の捕手陣が高城と新人の戸柱恭孝による併用体制へ移行した影響などで、実際には7年振りに一軍公式戦への出場機会がなかった。シーズン終了後の11月18日に第2子（長女）を授かったものの、10日後の11月28日に臨んだ契約交渉では、推定年俸2,000万円（600万円減）で契約を更改。更改直後の記者会見では、「家族も増えたので、いっそうの責任感を持ってやらなければいけない。（来シーズンは）死ぬ気でやる」との決意を述べた。
2017年、イースタン・リーグ公式戦では開幕から好調。捕手として西森将司と併用されながらも、32試合に出場すると、打率.275、2本塁打、12打点という成績を残した。しかし、一軍の捕手陣が戸柱・高城・嶺井で固定されていた影響で、一軍公式戦への出場を果たせなかった。

### 日本ハム時代
2017年7月6日に北海道日本ハムファイターズへ移籍することが発表された。この年に日本ハムへ入団したばかりのエドウィン・エスコバーとの交換トレードによる移籍で、背番号は42。NPBの球団に所属する外国人選手が1年目のシーズン中に交換トレードでNPBの他球団へ移籍するのは史上初の事例であった。このような異例のトレードがシーズン中に成立した背景には、捕手に故障者が相次いでいる日本ハム側の事情に、「好調でありながら一軍公式戦への出場機会に恵まれない黒羽根・エスコバーに活躍の場を与える」という双方の目的が重なったことが挙げられる。
移籍後は7月18日に自身2シーズン振りの出場選手登録を果たすと、翌19日の対東北楽天ゴールデンイーグルス戦（札幌ドーム）8回裏に、大田泰示の代走としてパシフィック・リーグの公式戦へ初出場。続く西川遥輝の2点本塁打で移籍後初の得点を記録すると、9回表から試合終了まで捕手の守備に就いた。さらに、7月20日の同カードでは、パ・リーグの公式戦としては初めてのスタメンマスクを任されている。このシーズンは19試合に出場し、うち10試合で先発出場を果たした。
2018年以降はチームに復帰したベテランの鶴岡慎也や巨人からトレードで移籍してきた宇佐見真吾の台頭もあって出場機会が激減。2試合の出場に留まった。
2019年は4試合の出場に留まった。
2020年はDeNA時代の2016年以来4年ぶりに一軍出場なしに終わり、11月5日に戦力外通告を受けた。現役続行を希望し、12月7日に12球団合同トライアウトに参加するも、シートバッティング形式の対戦で4打数無安打に終わった。12月14日、一部メディアで現役引退の意向と今後について報じられたのを受け、自身のインスタグラムにて現役引退を表明した。

### 現役引退後
2021年1月15日、ベースボール・チャレンジ・リーグ（ルートインBCリーグ）の栃木ゴールデンブレーブスにバッテリーコーチとして入団することが発表された。8月15日、「僕の中での引退試合」として試合に出場すると、8月4日に自身のInstagramにて発表。この試合は、BCリーグの北関東選抜チームと、北海道ベースボールリーグ・美唄ブラックダイヤモンズとの交流戦で、黒羽根は選抜チームの監督も兼任した。栃木には2年間在籍、2022年12月23日に球団より退任が発表された。
2023年1月24日、四国アイランドリーグplusの高知ファイティングドッグスで臨時のバッテリーコーチに就任することが発表された。2月のキャンプで約1週間チームに参加した。
2025年1月23日、イースタン・リーグに参加するオイシックス新潟アルビレックスベースボールクラブのバッテリーコーチに就任することが発表された。

## 選手としての特徴・人物

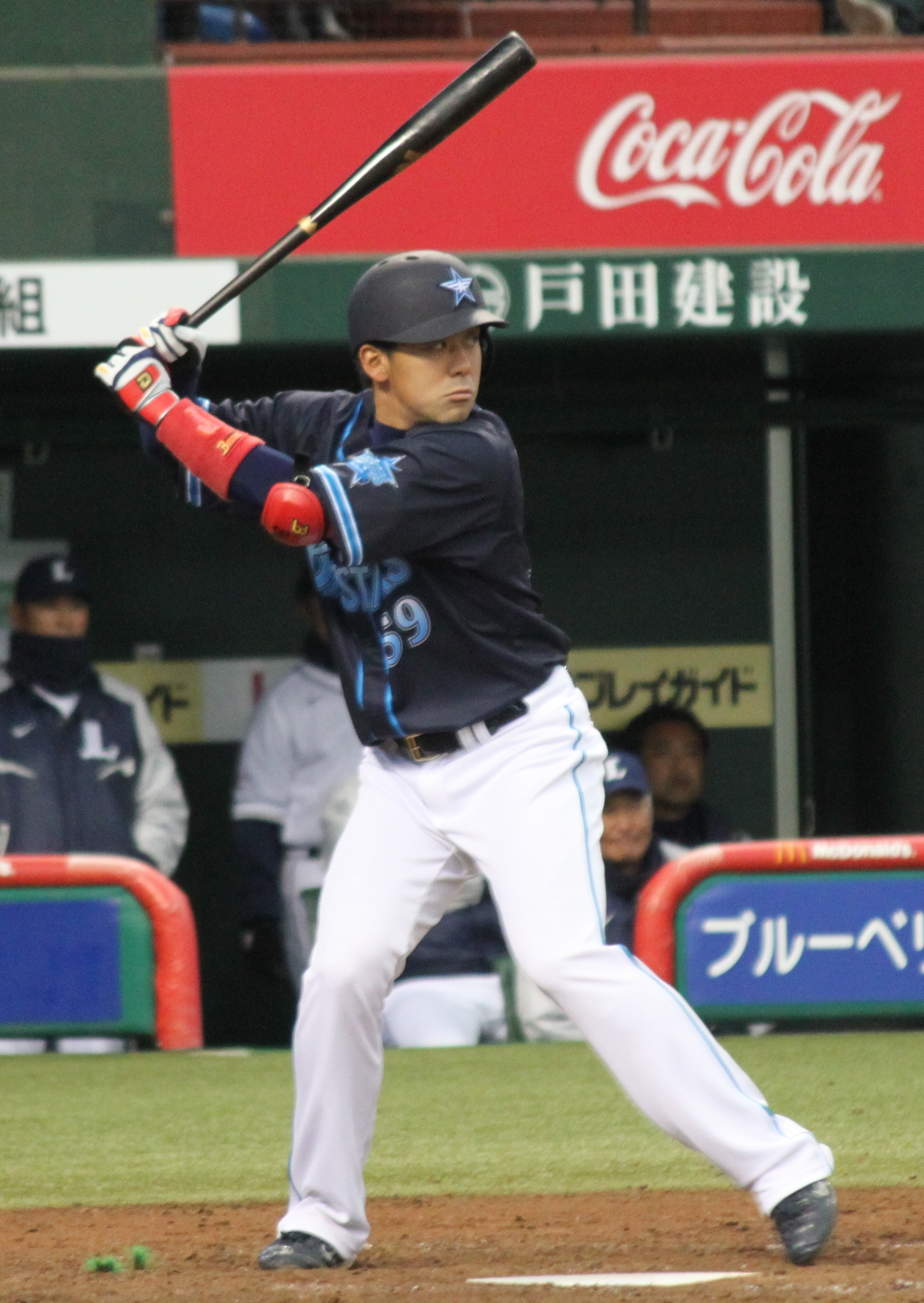
打撃フォーム
（2012年3月10日、西武ドームにて）

強気なリードとチーム屈指の強肩を売りとする一方で、打撃を課題としている。
愛称は「バネ」、「バネさん」。
上大岡小学校出身で上大岡ハンターズに所属していた。小学校6年生の時に、地元港南区で開催された三浦大輔のトークショーで三浦に直接花束を渡し、この時に「将来はプロでバッテリーを組みたい」と約束した。2011年8月14日の一軍公式戦で三浦とのバッテリーが実現し、7回2/3を2安打無失点という内容で約束を果たした。入団当時からそのエピソードが知られ、ルーキーであった2006年に開催された三浦と村田修一によるトークショーに三浦に電話で呼び出され、飛び入り参加している。
日大藤沢高校時代の監督の山本秀明は日藤OBでもある中日ドラゴンズの山本昌の実弟である。1年目のオフに山本昌、ヤクルトスワローズの館山昌平と3人で母校で自主トレも行った。
同僚だった杉原洋の紹介で知り合った女性と2012年1月に結婚した。

## 詳細情報

### 年度別打撃成績
| 年 度      | 球 団      | 試 合 | 打 席 | 打 数 | 得 点 | 安 打 | 二 塁 打 | 三 塁 打 | 本 塁 打 | 塁 打 | 打 点 | 盗 塁 | 盗 塁 死 | 犠 打 | 犠 飛 | 四 球 | 敬 遠 | 死 球 | 三 振 | 併 殺 打 | 打 率 | 出 塁 率 | 長 打 率 | O P S |
| ---------- | ---------- | ----- | ----- | ----- | ----- | ----- | -------- | -------- | -------- | ----- | ----- | ----- | -------- | ----- | ----- | ----- | ----- | ----- | ----- | -------- | ----- | -------- | -------- | ----- |
| 2008       | 横浜 DeNA  | 1     | 1     | 1     | 0     | 0     | 0        | 0        | 0        | 0     | 0     | 0     | 0        | 0     | 0     | 0     | 0     | 0     | 0     | 0        | .000  | .000     | .000     | .000  |
| 2009       | 横浜 DeNA  | 10    | 10    | 10    | 0     | 1     | 0        | 0        | 0        | 1     | 0     | 0     | 0        | 0     | 0     | 0     | 0     | 0     | 3     | 0        | .100  | .100     | .100     | .200  |
| 2010       | 横浜 DeNA  | 17    | 28    | 27    | 3     | 5     | 1        | 0        | 0        | 6     | 2     | 0     | 0        | 1     | 0     | 0     | 0     | 0     | 4     | 0        | .185  | .185     | .222     | .407  |
| 2011       | 横浜 DeNA  | 45    | 114   | 97    | 5     | 17    | 3        | 0        | 1        | 23    | 5     | 0     | 0        | 6     | 0     | 11    | 2     | 0     | 27    | 3        | .175  | .259     | .237     | .496  |
| 2012       | 横浜 DeNA  | 61    | 119   | 112   | 6     | 14    | 4        | 0        | 0        | 18    | 5     | 0     | 0        | 2     | 1     | 4     | 1     | 0     | 26    | 3        | .125  | .154     | .161     | .315  |
| 2013       | 横浜 DeNA  | 30    | 68    | 60    | 6     | 16    | 1        | 0        | 2        | 23    | 5     | 0     | 0        | 2     | 0     | 5     | 0     | 1     | 16    | 2        | .267  | .333     | .383     | .717  |
| 2014       | 横浜 DeNA  | 109   | 374   | 326   | 32    | 86    | 10       | 0        | 2        | 102   | 24    | 1     | 2        | 17    | 2     | 24    | 1     | 5     | 78    | 10       | .264  | .322     | .313     | .635  |
| 2015       | 横浜 DeNA  | 63    | 149   | 129   | 8     | 23    | 3        | 0        | 1        | 29    | 7     | 0     | 1        | 7     | 2     | 11    | 0     | 0     | 32    | 2        | .178  | .239     | .225     | .464  |
| 2017       | 日本ハム   | 19    | 30    | 29    | 1     | 8     | 2        | 0        | 0        | 10    | 1     | 0     | 0        | 1     | 0     | 0     | 0     | 0     | 6     | 0        | .276  | .276     | .345     | .621  |
| 2018       | 日本ハム   | 2     | 2     | 2     | 0     | 0     | 0        | 0        | 0        | 0     | 0     | 0     | 0        | 0     | 0     | 0     | 0     | 0     | 2     | 0        | .000  | .000     | .000     | .000  |
| 2019       | 日本ハム   | 4     | 3     | 2     | 1     | 0     | 0        | 0        | 0        | 0     | 1     | 0     | 0        | 0     | 0     | 1     | 0     | 0     | 1     | 0        | .000  | .333     | .000     | .333  |
| 通算：11年 | 通算：11年 | 361   | 898   | 795   | 62    | 170   | 24       | 0        | 6        | 212   | 50    | 1     | 3        | 36    | 5     | 56    | 4     | 6     | 195   | 20       | .214  | .269     | .267     | .536  |

- 2020年度シーズン終了時
- 横浜（横浜ベイスターズ）は、2012年にDeNA（横浜DeNAベイスターズ）に球団名を変更

### 年度別守備成績
| 年 度 | 球 団     | 捕手  | 捕手  | 捕手  | 捕手  | 捕手  | 捕手     | 捕手  | 捕手     | 捕手     | 捕手     | 捕手     |
| 年 度 | 球 団     | 試 合 | 刺 殺 | 補 殺 | 失 策 | 併 殺 | 守 備 率 | 捕 逸 | 企 図 数 | 許 盗 塁 | 盗 塁 刺 | 阻 止 率 |
| ----- | --------- | ----- | ----- | ----- | ----- | ----- | -------- | ----- | -------- | -------- | -------- | -------- |
| 2009  | 横浜 DeNA | 9     | 18    | 2     | 2     | 1     | .908     | 0     | 4        | 2        | 2        | .500     |
| 2010  | 横浜 DeNA | 13    | 47    | 5     | 1     | 0     | .981     | 1     | 6        | 3        | 3        | .500     |
| 2011  | 横浜 DeNA | 44    | 238   | 19    | 3     | 3     | .988     | 1     | 21       | 15       | 6        | .286     |
| 2012  | 横浜 DeNA | 58    | 253   | 30    | 5     | 4     | .983     | 3     | 28       | 17       | 11       | .393     |
| 2013  | 横浜 DeNA | 29    | 134   | 12    | 2     | 1     | .986     | 2     | 16       | 11       | 5        | .313     |
| 2014  | 横浜 DeNA | 109   | 647   | 64    | 9     | 12    | .988     | 8     | 76       | 46       | 30       | .395     |
| 2015  | 横浜 DeNA | 62    | 286   | 29    | 2     | 2     | .994     | 3     | 27       | 19       | 8        | .276     |
| 2017  | 日本ハム  | 19    | 68    | 8     | 0     | 1     | 1.000    | 0     | 8        | 5        | 3        | .375     |
| 2018  | 日本ハム  | 2     | 2     | 1     | 0     | 0     | 1.000    | 1     | 1        | 1        | 0        | .000     |
| 2019  | 日本ハム  | 4     | 10    | 0     | 0     | 0     | 1.000    | 0     | 1        | 1        | 0        | .000     |
| 通算  | 通算      | 348   | 1703  | 170   | 24    | 24    | .987     | 19    | 188      | 120      | 68       | .362     |

- 2020年度シーズン終了時
- 各年度の太字はリーグ最高

### 記録
初記録
- 初出場：2008年5月25日、対オリックス・バファローズ1回戦（横浜スタジアム）、6回裏にマイク・ウッドの代打で出場
- 初打席：同上、6回裏に清水章夫から遊撃ゴロ
- 初先発出場：2009年7月3日、対広島東洋カープ6回戦（横浜スタジアム）、8番・捕手で先発出場
- 初安打：同上、3回裏に大竹寛から右前安打
- 初打点：2010年8月21日、対広島東洋カープ18回戦（MAZDA Zoom-Zoom スタジアム広島）、7回表に大島崇行から中前へ逆転決勝2点適時打
- 初本塁打：2011年9月17日、対東京ヤクルトスワローズ18回戦（明治神宮野球場）、4回表に石川雅規から右越ソロ
- 初盗塁：2014年7月13日、対東京ヤクルトスワローズ11回戦（明治神宮野球場）、8回表に二盗（投手：クリス・カーペンター 、捕手：相川亮二）

その他の記録
- 1試合3失策：2014年6月27日、対広島東洋カープ戦 ※史上4人目（捕手としてはセ・リーグ最多タイ記録）[22]

### 背番号
- 59 （2006年 - 2013年、2021年 - 2022年）
- 9 （2014年 - 2017年途中）
- 42 （2017年途中 - 2020年）
- 72 （2025年 - ）